# Paraprocticus naliendelensis
Paraprocticus naliendelensis är en insektsart som beskrevs av Grunshaw 1995. Paraprocticus naliendelensis ingår i släktet Paraprocticus och familjen gräshoppor. Inga underarter finns listade i Catalogue of Life.